# Francisco Edimilson Neves Ferreira
Francisco Edimilson Neves Ferreira (ur. 3 października 1969 w Jardim) – brazylijski duchowny katolicki, biskup Tianguá od 2017.

## Życiorys
12 grudnia 1997 otrzymał święcenia kapłańskie i został inkardynowany do diecezji Crato. Pracował głównie jako koordynator duszpasterstwa diecezjalnego oraz jako wicedyrektor kolegium Pequeno Príncipe. Od 2003 proboszcz parafii katedralnej.
15 lutego 2017 papież Franciszek mianował go biskupem diecezji Tianguá. Sakry udzielił mu 22 kwietnia 2017 biskup Fernando Panico.